# Егоркин, Анатолий Павлович
Анатолий Павлович Егоркин (20 апреля 1949 — 26 декабря 2006) — советский хоккеист, нападающий. Мастер спорта СССР.
Воспитанник челябинской команды «Восход». Начинал играть в «Восходе» (1967/68 — 11968/69). Следующие девять сезонов провёл в команде чемпионата СССР «Трактор» Челябинск — 299 игр, 116 (76+40) очков. Играл в первой лиге за «Металлург» Челябинск (1978/79), во второй лиге за «Строитель» Темиртау (1979/80 — 1982/83).
Быстрый, техничный форвард, отлично игравший на опережение. Наиболее удачно взаимодействовал с Н. Бецем и Ю. Валецким.
Бронзовый призер чемпионата СССР 1976/1977.
Работал на заводе электромашин электромонтажником, на ЧТПЗ литейщиком. Выступал за ветеранов «Восхода».